# Roméo Lavia
Roméo Lavia (ur. 6 stycznia 2004 w Brukseli) – belgijski piłkarz występujący na pozycji pomocnika w angielskim klubie Chelsea oraz w reprezentacji Belgii. Wychowanek Anderlechtu, w trakcie swojej kariery grał także w takich zespołach, jak Manchester City oraz Southampton.